# Höllenloch (Oberösterreich)
Höllenloch är en grotta i Österrike.   Den ligger i distriktet Gmunden och förbundslandet Oberösterreich, i den centrala delen av landet.
Den högsta punkten i närheten är Burgstallkogel nordöst om Höllenloch. Närmaste större samhälle är Bad Goisern, 2,7 km söder om Höllenloch.
I omgivningarna runt Höllenloch växer i huvudsak blandskog. Runt Höllenloch är det ganska tätbefolkat, med 70 invånare per kvadratkilometer.